# Gaston Pâque
Gaston Nicolas Pâque (Grâce-Berleur, 7 augustus 1925 - Mons-lez-Liège, 2 november 2016) was een Belgisch senator en burgemeester.

## Levensloop
Zoon van volksvertegenwoordiger Simon Pâque, volgde hij lessen in mechanica, metallurgie en industrieel ontwerpen aan de technische school van Seraing. Van 1940 tot 1971 werkte hij in het Studiebureau Stein et Roubaix in Bressoux. 
In 1952 werd hij voor de toenmalige PSB gemeenteraadslid van Grâce-Berleur, waar hij van 1963 tot 1970 schepen was. Van 1971 tot 1976 was hij er burgemeester als opvolger van Gilbert Mottard, die provinciegouverneur van Luik werd. Nadat Grâce-Berleur in 1976 opging in Grâce-Hollogne, was Pâque daar van 1977 tot 1994 gemeenteraadslid.
Voor de PSB en daarna de PS zetelde Pâque van 1971 tot 1991 in de Belgische Senaat: van 1971 tot 1977 en van 1978 tot 1991 als rechtstreeks gekozen senator voor het arrondissement Luik en van 1977 tot 1978 als provinciaal senator voor Luik. In de Senaat was hij tevens quaestor.
Hij was van 1971 tot 1991 ook lid Cultuurraad voor de Franse Cultuurgemeenschap en opvolger de Raad van de Franse Gemeenschap en van 1980 tot 1991 lid van de Waalse Gewestraad.